# Петрів хрест лускатий
{{#ifeq:0|0|{{#if:|{{#if:Lathraeasquamaria|[[]}}|}}}}
Петрів хрест лускатий (Lathraea squamaria) — вид трав'янистих рослин родини вовчкові (Orobanchaceae), поширений у Європі, Туреччині, Вірменії й відокремлено у Кашмірі.

## Опис

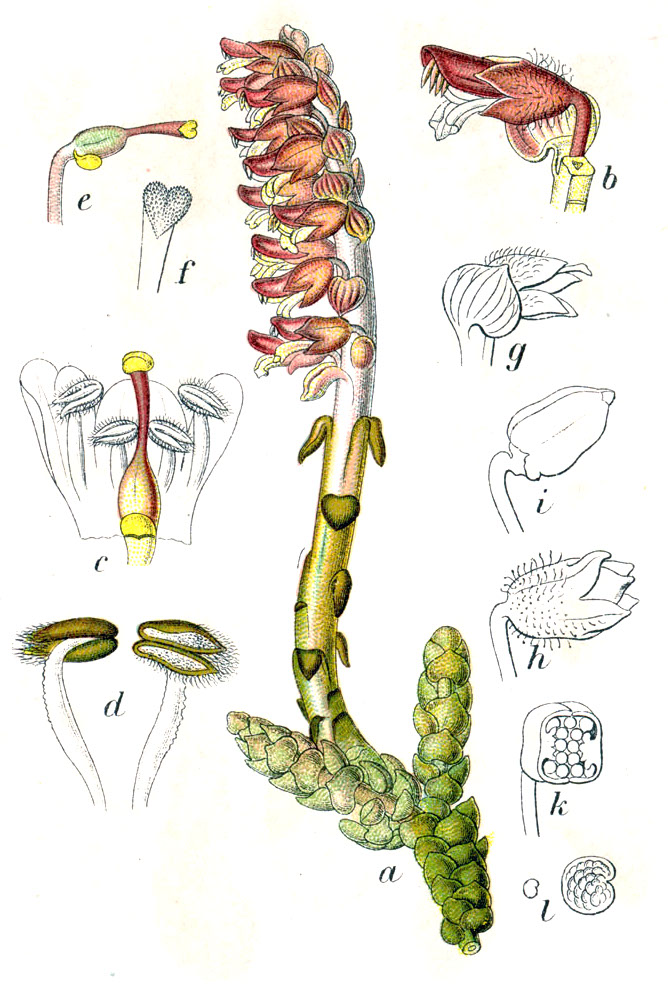
ілюстрація

Багаторічна рослина 10–25(30) см заввишки. Рослина без хлорофілу, паразитує переважно на коренях ліщини та граба, рідко вільхи та бука. Стебла повні, прямі, білі або кремові нижче, верхня частина більш-менш бузково-рожева. Кореневище розгалужене, 10–25 см завдовжки, м'ясисте, покрите білими м'ясистим листочками. Листки лускоподібні, чергові, цільні, приквітки подібні, але тонші. Квітки мають тільки одну площину симетрії, розміщені в густій 1-бокій китиці, до процвітання зігнутій. Віночок 12–15(20) мм довжиною. Чашечки дзвоноподібні, до 10 мм, від голих до залозисто запушених. Приквітки, чашечка і верхня губа віночка пурпурово-червоні. Опилювачами є комахи, особливо джмелі та (медові) бджоли. Коробочка кулясто-яйцеподібна.

## Поширення
Поширений у Європі, Туреччині, Вірменії й відокремлено росте в Кашмірі.
В Україні вид зростає у тінистих листяних лісах — на всій території.